# Афродіта Кнідська
Афродіта Кнідська (грец. Κνίδια Αφροδίτη) — скульптура давньогрецького скульптора Праксітеля, створена близько 350 до н. е., та водночас найвідоміше зображення богині Афродіти античної доби. Оригінал статуї не зберігся, існують численні копії та повтори.
Статуя Афродіти Кнідської вже в античність вважалась не лише однією з найзначніших робіт Праксітеля, але навіть найкращою скульптурою всіх часів. Як пише Пліній Старший, багато людей прибували в Кнід тільки заради того, щоб її побачити.
Статую створив відомий скульптор Праксітель, розмальовування мармурової фігури виконав відомий художник Нікій.
Афродіта Кнідська стала першим в давньогрецькому мистецтві монументальним зображенням повністю оголеної жіночої фігури, і тому вона була неприйнята жителями Коса, для яких власне і призначалася, після чого її купили містяни сусіднього Кніда, що поступово почало сприяти розвитку міста: у Кнід стікалося чимало мандрівників, аби тільки поглянути на скульптуру. Афродіта була встановлена у храмі просто неба, доступна для огляду з усіх боків.
У римську добу зображення цієї статуї Афродіти карбували на кнідських монетах, з неї створювались численні копії. Найкраща з них перебуває нині у Ватикані, а найкраща копія голови Афродіти — в колекції Кауфмана у Берліні. В давнину стверджували, що моделлю Праксителя була його кохана, гетера Фріна. За часів Візантійської імперії Афродіта Кнідська була вивезена до Константинополя, де загинула під час пожежі, як і багато інших античних оригіналів.